# Сан-Лоренсу-де-Санде
Сан-Лоренсу-де-Санде (порт. São Lourenço de Sande; МФА: [ˈsɐ̃w ɫo.ˈɾẽ.su dɨ ˈsɐ̃.dɨ]) — парафія в Португалії, у муніципалітеті Гімарайнш. Розташована в північно-західній частині країни, на теренах історичної португальської провінції Дору-Міню. Входить до складу округу Брага. За адміністративним поділом, чинним до 1976 року, терени парафії були складовою провінції Міню. Належить до Бразької архідіоцезії Католицької церкви. Патрон — святий Лаврентій. Площа — 2,9901 км². Населення — 1097 ос. (2011). Сильно урбанізований регіон. Густота населення — 366,88 осіб/км²
. Код — 030855.

## Назва
- Санде (Сан-Лоренсу) (порт. Sande (São Lourenço)) — офіційна назва.

## Населення
| Кількість мешканців | Кількість мешканців | Кількість мешканців | Кількість мешканців | Кількість мешканців | Кількість мешканців | Кількість мешканців | Кількість мешканців | Кількість мешканців | Кількість мешканців | Кількість мешканців | Кількість мешканців | Кількість мешканців | Кількість мешканців | Кількість мешканців |
| ------------------- | ------------------- | ------------------- | ------------------- | ------------------- | ------------------- | ------------------- | ------------------- | ------------------- | ------------------- | ------------------- | ------------------- | ------------------- | ------------------- | ------------------- |
| 1864                | 1878                | 1890                | 1900                | 1911                | 1920                | 1930                | 1940                | 1950                | 1960                | 1970                | 1981                | 1991                | 2001                | 2011                |
| 609                 | 537                 | 568                 | 621                 | 706                 | 706                 | 662                 | 800                 | 793                 | 1 025               | 964                 | 1 000               | 1 161               | 1 306               | 1 097               |